# Andrew Jacobson
Andrew Jacobson (n. Palo Alto, Estados Unidos, 24 de septiembre de 1985) es un futbolista estadounidense. Juega de mediocampista y su equipo actual Stabæk Fotball de la Tippeligaen noruega, a préstamo del New York City FC.

## Trayectoria

### Escuela secundaria y universidad
Jacobson fue a la Escuela Secundaria Gunn, en donde fue nombrado Jugador del Año de la Sección de la Costa Central en 2003, y jugó fútbol universitario en UC Berkeley entre 2003 y 2006, en donde fue nombrado al equipo all Pac-10 en tres ocasiones.

### MLS
Jacobson fue la 24º selección general del SuperDraft de la MLS de 2008, y la primera selección por parte del D.C. United. No obstante, en lugar de jugar en la MLS, Jacobson optó por firmar contrato con el Lorient de la Ligue 1 de Francia. Desafortunadamente para Jacobson, lesiones limitaron su tiempo en el campo, y nunca llegó a jugar un partido para el primer equipo de Les Merlus.
Pese a haberse probado con varios equipos en Europa, Jacobson regresó a la MLS en 2009, y fue asignado al equipo que originalmente lo había escogido en el draft, el D.C. United. Hizo su debut con el Unied ingresando desde la banca en el perimer partido de la temporada 2009 de la MLS frente al Los Angeles Galaxy.
El 25 de noviembre de ese año, el Philadelphia Union seleccionó a Jacobson en el Draft de Expansión de la MLS de 2009.
Jacobson fue transferido al FC Dallas el 18 de febrero de 2011. Anotó su primer gol como profesional el 28 de mayo de 2011 en partido de Dallas frente al Houston Dynamo.

### New York City FC
Después de tres años en el equipo texano, Jacobson fue transferido al New York City FC a cambio de una selección de tercera ronda en el SuperDraft de la MLS de 2006, convirtiéndose así en el quinto jugador en formar parte del equipo. Debido a que NYFC recién entrará en la competición en 2015, fue enviado a préstamo de forma inmediata al Stabæk IF de la Tippeligaen de Noruega para que pueda mantenerse en forma. Hizo su debut con el equipo de Bob Bradley el 3 de agosto de 2014 en la victoria 4-1 sobre el Rosenborg BK. El 14 de septiembre de 2014 anotó su primer gol en la Tippeligaen en la victoria 3-2 sobre el IK Start.

## Clubes
| Club                | País           | Año           |
| ------------------- | -------------- | ------------- |
| FC Lorient          | Francia        | 2008          |
| D.C. United         | Estados Unidos | 2009          |
| Philadelphia Union  | Estados Unidos | 2010          |
| FC Dallas           | Estados Unidos | 2011-2014     |
| New York City FC    | Estados Unidos | 2014-presente |
| Stabæk (a préstamo) | Noruega        | 2014          |

## Selección nacional
Jacobson nunca ha sido convocado para la selección mayor de los Estados Unidos, aunque sí ha representado al combinado nacional de fútbol de salón de ese país. En 2008 formó parte de la representación estadounidense en la Copa Mundial de Fútbol de Salón en Brasil.